# Péter Szijjártó
Péter Szijjártó, madžarski politik, * 30. oktober 1978, Komárom.
Szijjártó je aktualni minister za zunanje zadeve Republike Madžarske.

## Življenjepis
Rodil se je 30. oktobra 1978, v madžarskem mestu Komárom. Leta 1997 je končal študij na današnji Korvinovi univerzi v Budimpešti, smer mednarodni odnosi in športni menedžment. Leto kasneje je bil kot najmlajši izvoljen za člana občinske skupščine Gjur. Aktivno je bil vključen tudi v stranko Fidesz, tudi kot predsednik mladinske sekcije v Gjuru, podpredsednik mladinske sekcije Fidesza kot Fidelitas ter kasneje član sveta stranke.
Leta 2002 je bil izvoljen za poslanca v madžarskem parlamentu, kot najmlajši član. Leta 2005 je bil izvoljen za predsednika Fidelitasa, nato pa je deloval kot tiskovni predstavnik stranke. Ko je Fidesz leta 2010 sestavil vlado, je bil Szijjártó dve leti predstavnik premierja Viktorja Orbana. Ta ga je nato 4. julija 2012 imenoval za predsednika osmih gospodarskih odborov, ki so utrjevali položaj Madžarske na vzhodu ter podpirali integracijo držav zahodnega Balkana v Evropsko unijo.

### Minister za zunanje zadeve
Predsednik madžarske vlade Viktor Orban je Szijjárta imenoval za zunanjega ministra 23. septembra 2014, kjer je nasledil Tiborja Navracsicsa, ki je postal evropski komisar za izobraževanje, kulturo, mlade in šport.

## Galerija
- Péter Szijjártó in Viktor Orban.
- Péter Szijjártó v Bruslju.
- Z ameriškim kolegom Mikeom Pompeom.